# Polianione
Un polianione è un polielettrolita che presenta nella sua struttura gruppi carichi negativamente (anioni). Il grado di dissociazione dei gruppi è influenzato dal pH della soluzione e dal pK dei residui dissociabili. 
I gruppi anionici sono generalmente solfati, fosfati o carbossili.
Importanti molecole polianioniche sono il DNA, l'RNA e alcuni glicosaminoglicani (GAG) solforati. 
I polianioni vengono utilizzati in biologia e chimica clinica per la loro proprietà di legare molecole policationiche.